# CA5B
CA5B (англ. Carbonic anhydrase 5B) – білок, який кодується однойменним геном, розташованим у людей на X-хромосомі. Довжина поліпептидного ланцюга білка становить 317 амінокислот, а молекулярна маса — 36 434.
| 10         |  | 20         |  | 30         |  | 40         |  | 50         |
| ---------- |  | ---------- |  | ---------- |  | ---------- |  | ---------- |
| MVVMNSLRVI |  | LQASPGKLLW |  | RKFQIPRFMP |  | ARPCSLYTCT |  | YKTRNRALHP |
| LWESVDLVPG |  | GDRQSPINIR |  | WRDSVYDPGL |  | KPLTISYDPA |  | TCLHVWNNGY |
| SFLVEFEDST |  | DKSVIKGGPL |  | EHNYRLKQFH |  | FHWGAIDAWG |  | SEHTVDSKCF |
| PAELHLVHWN |  | AVRFENFEDA |  | ALEENGLAVI |  | GVFLKLGKHH |  | KELQKLVDTL |
| PSIKHKDALV |  | EFGSFDPSCL |  | MPTCPDYWTY |  | SGSLTTPPLS |  | ESVTWIIKKQ |
| PVEVDHDQLE |  | QFRTLLFTSE |  | GEKEKRMVDN |  | FRPLQPLMNR |  | TVRSSFRHDY |
| VLNVQAKPKP |  | ATSQATP    |  |            |  |            |  |            |

A: Аланін

C: Цистеїн

D: Аспарагінова кислота

E: Глутамінова кислота

F: Фенілаланін

G: Гліцин

H: Гістидин

I: Ізолейцин

K: Лізин

L: Лейцин

M: Метіонін

N: Аспарагін

P: Пролін

Q: Глутамін

R: Аргінін

S: Серин

T: Треонін

V: Валін

W: Триптофан

Кодований геном білок за функцією належить до ліаз. 
Білок має сайт для зв'язування з іонами металів, іоном цинку. 
Локалізований у мітохондрії.